# Raymond de Ségur d'Aguesseau
Pour les articles homonymes, voir Famille d'Aguesseau, D'Aguesseau et Maison de Ségur.
Raymond-Joseph-Paul, comte de Ségur d'Aguesseau (18 février 1803 à Paris - 13 février 1889 au château d'Oléac-Debat), est un administrateur et homme politique français.

## Biographie
Fils d'Octave de Ségur, frère d'Eugène de Ségur et d'Adolphe de Ségur-Lamoignon, petit-fils de Louis-Philippe de Ségur et de Henri Cardin Jean-Baptiste d'Aguesseau, il joignit à son nom celui de sa mère dont la famille s'était éteinte en 1826. Il fit son droit à Paris, puis à Aix, entra, comme auditeur au conseil d'État le 28 décembre 1828, puis fut nommé substitut du procureur du roi à Rambouillet (octobre 1829), d'où il passa, en qualité de substitut du procureur général, à Amiens (25 mars 1830). Il se montra favorable au parti constitutionnel libéral et adhéra, après juillet, au gouvernement de Louis-Philippe. 
Il eut à requérir la condamnation de plusieurs journaux démocratiques poursuivis par le ministère, et fut appelé, le 14 juillet 1833, à la préfecture des Hautes-Pyrénées. Son zèle pour le pouvoir ne se démentit pas dans ce poste. En juillet 1835, il passa à la préfecture du Lot, puis il revint, en 1837, sur sa demande, à la préfecture des Hautes-Pyrénées. Mais son attitude lors des élections générales de cette même année amena sa destitution : il avait refusé de combattre les légitimistes. 

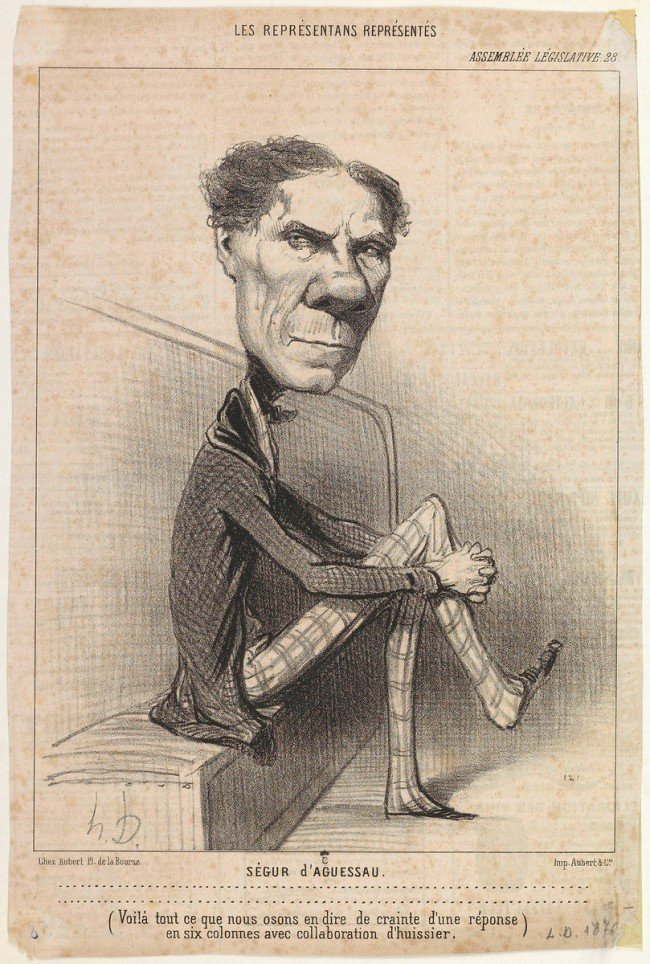
Caricature de Raymond de Ségur d'Aguesseau par Honoré Daumier, 1850.

Après avoir échoué plusieurs fois comme candidat à la députation, notamment lors des élections à l'Assemblée constituante (1848), Ségur d’Aguesseau fut élu, le 13 mai 1849, par les conservateurs royalistes des Hautes-Pyrénées, représentant à l'Assemblée législative, le 1er sur 5. À l'ouverture de la session, lorsque Landelphe demanda qu'on acclamât le gouvernement républicain, Ségur d'Aguesseau expliqua le peu d'enthousiasme de la droite. Ségur opina avec la majorité, pour l'expédition de Rome, pour la loi Falloux-Parieu sur l'enseignement, pour la loi restrictive du suffrage universel. Il se sépara de la majorité pour seconder la politique du prince-président et fit partie de la Commission consultative nommée au lendemain du coup d'État. Dans la dernière séance de cette Commission, il dit: « La voix de Dieu vient de se faire entendre ; le grand acte du 2 décembre, cet admirable coup de vigueur contre l'anarchie, contre l'un des foyers les plus ardents de la démagogie européenne, est désormais ratifié, consacré, glorifié par le peuple français. » Et il demanda, « pour faire cesser la situation abaissée faite depuis trois ans au chef de l'État que le président logeât dans l'antique palais des rois héréditaires, seule résidence digne de lui. » 
Le 26 janvier 1852, il fut fait sénateur. Vice-président du conseil général des Hautes-Pyrénées, il fit, le 23 août 1852, émettre le vœu qu'usant de l'initiative à lui confiée par la Constitution, le Sénat proposât au peuple français le rétablissement de la dignité impériale. Il resta pendant toute la durée de l'Empire, dans la Chambre haute, un des plus fermes soutiens de la dynastie, et opina constamment avec la droite autoritaire et catholique. Il fait partie le 4 avril 1856 des nombreuses personnalités invitées par Augustin Louis Cauchy et Charles Lenormant à la 1re réunion qui a jeté les bases de la fondation de L'Œuvre des Écoles d'Orient, plus connue actuellement sous le nom de L’Œuvre d’Orient. Il fut même membre de son 1er Conseil général du 25 avril de la même année. 

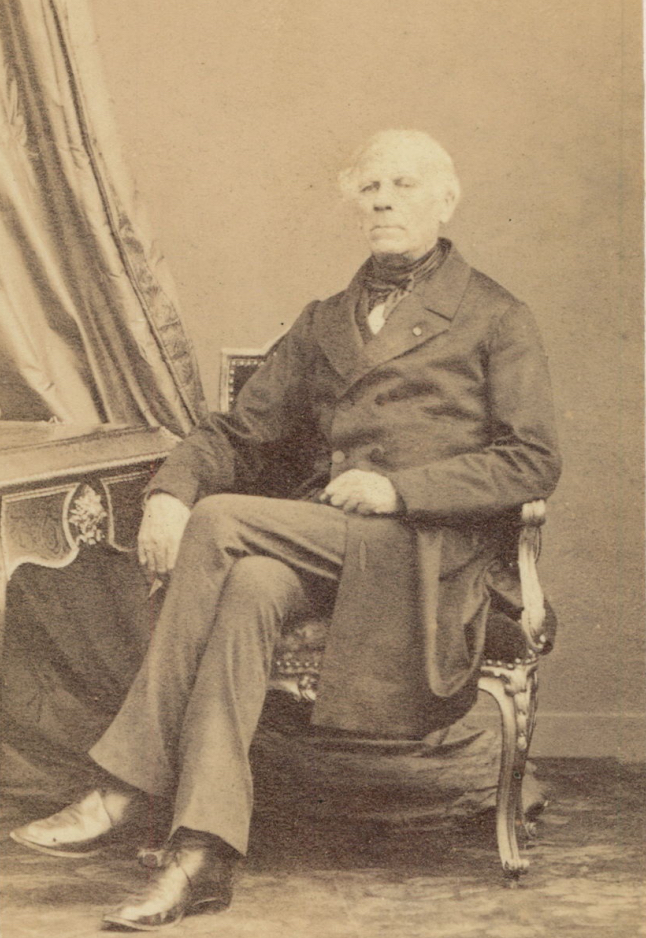
Raymond de Ségur d'Aguesseau.

En février 1866, dans la discussion de l'Adresse, il s'éleva contre la licence de la presse et attaqua la candidature patronnée de Havin dans la Manche. En février 1866, il proposa que la France, avant de quitter les États romains, fit restituer au Pape toutes les provinces détachées du Saint-Siège ; il traita de « triste et scandaleux » le discours à tendances « libérales » prononcé au Sénat par le prince Napoléon dans la discussion du sénatus-consulte du 2 septembre 1869, désapprouva les tentatives de retour au régime parlementaire qui marquèrent la fin du règne de Napoléon III, et ne craignit pas de blâmer ce qu'il appela la « faiblesse » des ministres à l'égard de la presse en 1858, un grave dissentiment qui s'éleva entre lui et le préfet du département des Hautes-Pyrénées lui fit donner avec éclat sa démission de conseiller général. Le préfet reçut une autre destination. Ségur d’Aguesseau rentra dans la vie privée au 4 septembre 1870. 
Il avait épousé en premières noces Nadine Swetchine, fille naturelle du général Nikolaï Sergueïevitch Svetchine (ru), gouverneur militaire de Saint-Pétersbourg et époux de Sophie Swetchine, et en secondes noces, Walentyna, princesse Lubomirska (petite-fille du prince Franciszek Ksawery Lubomirski).
Il donne son nom à un quai dans la ville de Cahors.

## Sources
- « Raymond de Ségur d'Aguesseau », dans Adolphe Robert et Gaston Cougny, Dictionnaire des parlementaires français, Edgar Bourloton, 1889-1891 [détail de l’édition]